# Александров, Владимир Степанович
Владимир Степанович Александров (2 июля 1825, Бугаевка, Изюмский уезд, Харьковская губерния, Российская империя — 10 января 1894, Харьков, Российская империя) — известный харьковский краевед, фольклорист, писатель, военный врач, музыкант и коллекционер. В коллекции Александрова сохранилось много слободских древностей, в частности, самая старая известная копия с последнего прижизненного портрета Григория Сковороды кисти Лукьянова.

## Биография
Владимир Александров — сын сельского священника Степана Васильевича Александрова, автора бурлескной поэмы «Волколак». Родился в селе Бугаевка Изюмского уезда Харьковской губернии.
Изначально учился в Купянском духовном училище, затем в Харьковской семинарии и Харьковском университете, по окончании которого в 1853 году работал военным врачом в пехотном полку, затем в Варшавском и Седлецком госпиталях, сапёрном батальоне. Доктор медицины с 1859 года. В 1860 году вернулся на родину и служил врачом уланского полка в Чугуеве, был старшим ординатором местного госпиталя. В 1867 году занял должность харьковского городского врача. С 1879 года снова в армии, служил старшим врачом резервного батальона в Харькове, старшим врачом Керченского лазарета, дивизионным врачом в Полтаве и Харькове, где свой дом на улице Большой Сумской превратил в солонный, в котором проводил культурные вечера. Александров ушел в отставку в 1888 году.
Наибольшую известность Александров получил как собиратель слободских древностей: он собирал этнографический материал, обрабатывал фольклорные мелодии. В 1861 году в «Основе» поместил стихи «Думка» и «Плач дочери по матери». Напечатал ряд книг в Харькове и Полтаве, выступал также во львовских газетах «Заря», «Мир». Создавал пьесы, оперетты: «За Немань иду» (1872; дополнена и доработана М. Старицким) и «Не ходи, Григорий, на вечерницы» (1873), сказки: «Коза-Дереза», «Ивашечко», «Чижикова свадьба», «Песня о Тыкве», библейские предания, в том числе «Тихие песни на святые мотивы». Переводил поэзию Г. Гейне, А. Мицкевича, М. Лермонтова и других авторов. В переводе с немецкого оригинала, написал знаменитую песню «Разбитое сердце» («Я видел, как ветер берёзу сломал …»). На склоне лет издал исторический сборник «Гетманщина» (коллекция портретов гетманов Украины от Б. Хмельницкого до К. Разумовского с биографиями), подготовил либретто оперы П. Щуровского «Богдан Хмельницкий». В 1886—1892 годах выпустил два альманаха «Складка».
Умер в Харькове. В память о нём К. Билиловский, Б. Гринченко, Марко Кропивницкий и другие издали ещё одну «Складку» (1896).

## Творческая деятельность
Дебютировал со стихами в 1861 (журн. «Основа»). Автор оперетт:
- «За Немань иду» (на стихи Ст. Писаревского, 1872) и
- «Не ходи, Григорий, на вечерницы» (1873); последняя исправлена позже Николаем Старицким.

В оперетте «За Немань иду» состоялся дебют романса «Повій вітре на Вкраїну» (рус. «Повей ветер на Украину») его дочери Людмилы Владимировны.
Издал сборник своих переводов со стихов М. Лермонтова и И. Козлова «Малороссийские песни» (1880), альманах «Складка» (1887—1992).
Александров собирал устное народное творчество и опубликовал «Народный песенник из наилучших украинских песен», сказки «Коза-дереза», «Ивашечко»; печатал этнографические работы. Некоторые стихи Александрова получили популярность в народе («Я видел, как ветер берёзку сломал» и другие).

## Произведения
- Предание о храмовой иконе в церкви слободы Бугаевкы Харьковской губернии Изюмский уезда: С Прибавление кратких сведений о самой Бугаевке. Х., 1876
- Песни, Бывшие наиболее в ходу между студентами Харьковском университета в 1840 годах. Х., 1891.

### Первые публикации произведений
- Мнение («Не так меня правда …»). — Основа, 1861, № 7, с. 58.
- По Немань иду (Малороссийская оперетка в 2 актах и в 4 картинах). Сочиненное В. Ал-ов. Песни на фортепиано положила Людмила Ал-ова. X., Унив. печать., 1872. 47 стр.-Ь 12 стр. нот.
- По Немань иду. Малороссийская оперетка в 4 актах. Сочиненное В. Ал-ов. Песни на фортепиано положила Людмила Ал-ова. Вид. 2-е. С приложением одной картины. X., Унив. печать., 1873. 60 стр..
- Не ходи, Григорий, на вечерницы (оперетта в 4 действиях). X., 1873. 61 стр..
- Песни, с великорусской на малороссийский язык переложив Вл. Александров. Выручка по изданию назначена на памятник Лермонтова. X., печать. M. М. Гордона, 1880. 8 стр. Содержание: Ангел («С неба полуночи ангел летел …») — перевод с Лермонтова; Сон («В жару полдня в долине Дагестана …»)-перевод с Лермонтова; Мысль («В скорби иду я на дорогу …») ; — перевод с Лермонтова; Разбитое сердце («Я видел, как ветер березу сломил …») — с Левен-штейна; Луна («В дубраве Гримко я скучаю …») — с великорусского; Веснянка ("Идет весна, тепло несет … ") — с русского; Вечерний звон — с Козлова.
- Малороссийская сказка Коза-дереза. X., тип. M. M. Гордона, 1881. 19 стр.
- Кедр. 3 Гейне. Перевод. — Мир, 1881, № 10, с. 173.
- Студенческих гимн в память годовщины Императорского Харьковском университета 17 января. Посвящает молодым друзьям студентам Харьковском университета старый собрат по Университета. X., тип. И. В. Попова, 1882. 2 стр.
- Украинские карманный календарь на 1887 год. X., 1886.
- Народный песенник из наилучших украинских песен, которые теперь чаще всего поются. С нотами особно. Скомпоновал Вл. Александров. X., издал Ф. Михайлов, 1887. 113 с. [86 народных песен].
- Украинская мелодия (3 Высоцкого). — Складка, № 1. Альма-нах. Построил Вл. Александров. X., печать. Адольфа Дарре, 1887, с. 5-6.
- Лирницка дума («Как плохо и зло человек начинает …»). — Складка, № 1, X., 1887, с. 81.
- Моя могила. — Складка, № 1, X., 1887, с. 44.
- Чижиков свадьба (3 народной темы). — Складка, № 1, X., 1887, с. 55-59.
- Песня («Ты Несис, мое пение, с мольбой …»). (С немецкого). — Складка, № 1, X., 1887, с. 64.
- Живёт озеро (Сказка Данилевского). — Складка, № 1, X., 1887, с. 85-89.
- Басня («На волка помолвка, а заяц кобылу съел …»). (Перевод с И. А. Крылова). — Заря, 1889, № 15-16, с. 243—244.
- Песня о тыквы (Растительный эпос по народной теме). — Заря, 1889, № 15-16, с. 249—250.
- Песни, Бывшие наиболее в ходу между студентами Харьковском университета в 1840 годах, русские и латинские, последние с русскими переводами в стихах, с нотами для пения и с аккомпанемента на рояле. Собрал и издали студент того времени Вл. Александров. X., тип. Адольфа Дарре, 1891. 71 стр.
- Тайная печаль (3 Гейне). — Складка, № 2. Альманах. Спору-см Вл. С. Александров. X., печать. И. М. Варшавчика, 1893, с. 56.
- В пташок.-Складка, № 2, X., 1893, с. 76-77.
- Приветствие («Слидочкы ног твоих мыслью целую …»). — Складка, № 2, X., 1893, с. 50.
- О войне и о том, из чего она бывает (3 народных уст). — Складка, № 2, X., 1893, с. 111—116.
- Деды (Поэма). Перевод с Мицкевича. — Илюстр. календарь-ва «Просвещение», 1893, с. 57-62.
- Песня о всякую рыбу. — Заря, 1893, № 3, с. 52-53.
- Древняя легенда о монаха, жившего аж триста. — Заря, 1893, № 11, с. 208—210.
- Змиряча Рада (Басня по И. А. Крылову). [Другой вариант басни: «На волка помолвка, а заяц кобылу съел …»]. — Заря, 1894, № 2, с. ЗО.

### Важнейшие повторные издания
- Драматическая оперетка «Не ходи, Григорий, на вечерницы» в пяти актах. Вид. 2-е. Скомпоновал Вл. Александров. Полтава, тип. Полт. губ. правл., 1884. 72 стр..
- Украинская сказка Коза-дереза. Полтава, тип. Полт. губ. правл., 1885. 33 стр.
- Песня о Гарбуза. Растительный эпос по народной теме. X., 1889. 16 стр.
- Чижиков свадьбы. Живёт озеро. Две сказки. К., изд. С. И. Гомо-Линского, 1890. 16 стр.